# Derechos humanos en la República Popular China

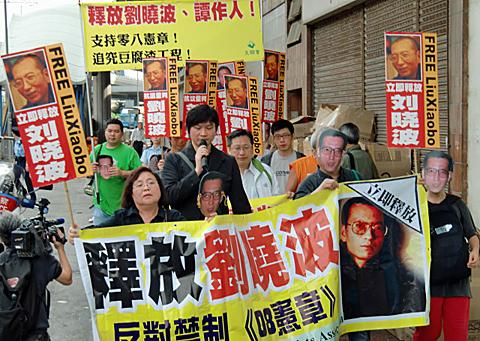
Protesta en Hong Kong contra la detención del Premio Nobel de la Paz chino Liu Xiaobo.

Los derechos humanos en la República Popular China son motivo de disputa entre el gobierno chino y de otros países y ONG. Organizaciones como el Departamento de Estado de los Estados Unidos, Amnistía Internacional, y Human Rights Watch han acusado al gobierno chino de restringir las libertades de expresión, movimiento, y religión de sus ciudadanos. El gobierno chino aboga por una definición más amplia de derechos humanos, que los derechos económicos y sociales así como también políticos, todos en relación con cultura nacional y el nivel de desarrollo del país. A este respecto, China ha dicho, los derechos humanos se están mejorando en China.

## Sistema jurídico
Desde las reformas han promulgado miles de nuevas leyes y regulaciones, y ha comenzado a formar más profesionales del derecho. El concepto de 'estado de derecho' ha sido enfatizado en la constitución, y el partido en el poder se ha embarcado en campañas para promover la idea de que los ciudadanos tienen protección bajo la ley. 
El poder judicial no es independiente del Partido Comunista, y los jueces afrontan presión política; en muchas sentencias, comités del partido que no son públicos dictan el resultado de los casos. En este sentido, el PCCh controla de forma efectiva el poder judicial bajo su influencia. Dicha influencia ha generado un sistema frecuentemente descrito como 'estado "para" el derecho' (aludiendo al poder del PCCh), en lugar de estado "de" derecho. Además, el sistema jurídico carece de protecciones del derecho civil, y con frecuencia falla en ratificar un juicio justo.
El gobierno chino reconoce que hay problemas con el sistema jurídico actual, tales como:
- La falta de leyes en general, no sólo para proteger los derechos civiles.
- La falta del debido proceso.
- Conflictos de leyes.[7]

Como los jueces son nombrados por el Estado y el poder judicial en su conjunto no tiene su propio presupuesto, esto ha llevado a la corrupción y el abuso del poder administrativo.

## Prisiones
Expertos extranjeros estiman que en el 2000, había entre 1 500 000 y 4 000 000 de personas encarceladas en China. China no permite investigar a personas externas el sistema penal.

## Libertades civiles

### Libertad de expresión
Aunque la constitución de 1982 garantiza la libertad de expresión, el gobierno chino frecuentemente utiliza las cláusulas de “subversión del poder estatal” y de “protección de secretos de estado” en su sistema jurídico para encarcelar a aquellos que son críticos con el gobierno.
Durante los Juegos Olímpicos de Pekín en 2008, el gobierno prometió conceder permisos autorizando a la ciudadanía a protestar en “parques de protesta” específicamente designados en Pekín. Sin embargo, una mayoría de las solicitudes fueron denegadas, suspendidas, o vetadas, y la policía detuvo a algunas personas que solicitaron los permisos.
Referencias a ciertos eventos controvertidos y movimientos políticos, al igual que el acceso a páginas web consideradas “peligrosas” o como “amenaza para la seguridad estatal” por las autoridades de la República Popular China (RPC o China Continental), son bloqueadas en internet en la RPC; y contenido crítico con las autoridades de la RPC o disputado por éstas está ausente de muchas publicaciones, y sujeto al control del PCCh dentro de China continental. Las leyes en la República Popular China prohíben abogar por la separación de cualquier parte de su territorio reclamado en China continental, o desafío público al liderazgo del PCCh en el gobierno de China. Una protesta no sancionada durante las Olimpiadas llevada a cabo por ocho activistas extranjeros en el Museo de Cultura Étnica de China, que se manifestaba por lo que ellos llamaron un Tíbet libre y bloqueaba la entrada, fue dispersada y los manifestantes fueron repatriados.

## Pena capital
Desde 1949, el método de ejecución más común ha sido el fusilamiento. Este método ha sido ampliamente reemplazado desde 1997 por la inyección letal, que utiliza la misma combinación de tres fármacos iniciada en Estados Unidos e introducida en 1996. Sin embargo, la furgoneta de ejecución es exclusiva de la República Popular China. La inyección letal se utiliza con mayor frecuencia para delitos económicos como la corrupción, mientras que el fusilamiento se utiliza para delitos más comunes como el asesinato. En 2010, las autoridades chinas adoptaron medidas para que la inyección letal se convirtiera en la forma de ejecución dominante; en algunas provincias y municipios, ahora es la única forma legal de pena capital. La fundación Dui Hua señala que es imposible determinar si estas directrices se siguen estrictamente, ya que el método de ejecución rara vez se especifica en los informes publicados.